# War (U2)
| Recensione    | Giudizio           |
| ------------- | ------------------ |
| Ondarock      | Consigliato (8/10) |
| AllMusic      |                    |
| Rolling Stone |                    |

War è il terzo album degli U2, pubblicato il 28 febbraio 1983. È stato inserito al 221º posto nella lista dei 500 migliori album secondo Rolling Stone.

## Descrizione
(Adam Clayton)
War è il primo album degli U2 in cui inizia a intravedersi l'impegno politico e sociale della band di Dublino. Musicalmente, il disco non è molto dissimile dai due precedenti, Boy ed October. A spiccare sono sempre gli arpeggi della chitarra di The Edge e la potente voce di Bono.
Sebbene negli anni abbia guadagnato la nomea di album impegnato, in realtà solo quattro tracce su dieci sono a sfondo politico: la celeberrima Sunday Bloody Sunday, basata su un fatto di cronaca vero, ossia la strage di pacifici civili nord-irlandesi da parte dell'esercito britannico a Derry, il 30 gennaio 1972; Seconds, sul tema della paranoia nucleare (tre anni dopo sarebbe successo il disastro di Cernobyl); New Year's Day, dedicata a Lech Walesa, e The Refugee, che tratta di una bambina in un campo profughi. Il resto del disco prosegue sulla falsariga dei precedenti: spaccato di vita quotidiana (Surrender, Red Light), riferimenti biblici (Drowning Man, 40), disagio giovanile (Like A Song) nonché la prima canzone d'amore del gruppo (Two Hearts Beat As One). Il suo successo, quindi, più che al contenuto più o meno impegnato, è dovuto a singoli come New Year's Day (il primo ad essere entrato nella Top 10 inglese e statunitense) e il loro cavallo di battaglia Sunday Bloody Sunday. Alla pubblicazione dell'album seguirà il War Tour e da alcune date di quest'ultimo sarà tratto il primo live del quartetto irlandese, Under a Blood Red Sky. Non a caso, War fu il primo album del gruppo a raggiungere la prima posizione della classifica di vendita del Regno Unito, ottenendo in tal modo un buon successo commerciale.

## Copertina
La foto di copertina è un primissimo piano di Peter Rowen, il fratello minore di Guggi, un amico del cantante Bono.
Rowen, che all'epoca aveva 8 anni, era già comparso sulle copertine di Three (1979) e Boy (1980) e suoi ritratti risalenti pressappoco allo stesso periodo comparvero in seguito sulle raccolte The Best of 1980-1990 (1998) e Early Demos (2004).

## Tracce
Testi e musiche di U2.
1. Sunday Bloody Sunday – 4:38
2. Seconds – 3:11
3. New Year's Day – 5:36
4. Like a Song... – 4:47
5. Drowning Man – 4:14
6. The Refugee – 3:41
7. Two Hearts Beat as One – 4:03
8. Red Light – 3:46
9. Surrender – 5:33
10. 40 – 2:37

## Edizione rimasterizzata
Nel 2008 viene prodotta una versione rimasterizzata, sotto la direzione di The Edge. Particolarità del CD è il libretto in cui vi sono delle fotografie inedite scattate da Anton Corbijn, oltre che un'introduzione scritta da Niall Stokes in cui descrive le canzoni e commenta l'album a 25 anni di distanza.
CD bonus
1. Endless Deep – 2:58
2. Angels Too Tied to the Ground – 3:34
3. New Year's Day (7" Single Edit) – 3:56
4. New Year's Day (USA Remix) – 4:31
5. New Year's Day (Ferry Corsten Extended Vocal Mix) – 9:42
6. New Year's Day (Ferry Corsten Vocal Radio Mix) – 4:37
7. Two Hearts Beat as One (Long Mix) – 5:56
8. Two Hearts Beat as One (USA Mix) – 4:24
9. Two Hearts Beat as One (Club Version) – 5:43
10. Whatever Happened to Pete the Chop – 3:24
11. I Threw a Brick Through a Window/A Day Without Me (Live from Werchter - 4 luglio 1982) – 6:58
12. Fire (Live from Werchter - 4 luglio 1982) – 3:46

## Formazione

### Gruppo
- Bono – voce, chitarra
- The Edge – chitarra, pianoforte, lap steel guitar, cori, voce (Seconds), basso (40), pedal steel guitar (Surrender)
- Adam Clayton – basso, chitarra (40)
- Larry Mullen – batteria, percussioni

### Altri musicisti
- Steve Wickham – violino elettrico (Sunday Bloody Sunday e Drowning Man)
- Kenny Fradley – tromba (Red Light)
- Adriana Kaegi, Cheryl Poirier, Jessica Felton, Taryn Hagey – cori (Like a Song..., Red Light e Surrender)

### Produzione
- Steve Lillywhite – produzione (eccetto The Refugee)
- Bill Whelan – produzione (The Refugee)
- Paul Thomas – ingegneria del suono
- Kevin Killen – assistenza ingegneria del suono
- Paul McGuinness – management
- Gordon Vicary – masterizzazione
- Anton Corbijn, Ian Finlay – fotografia
- RX – design

## Tour promozionale
Per promuovere l'album, il gruppo intraprese il War Tour, partito dalla Caird Hall di Dundee il 26 febbraio 1983, e conclusosi al Nakano Sun Puraza di Tokyo il 29 novembre dello stesso anno.